# Tabac non destiné à être fumé

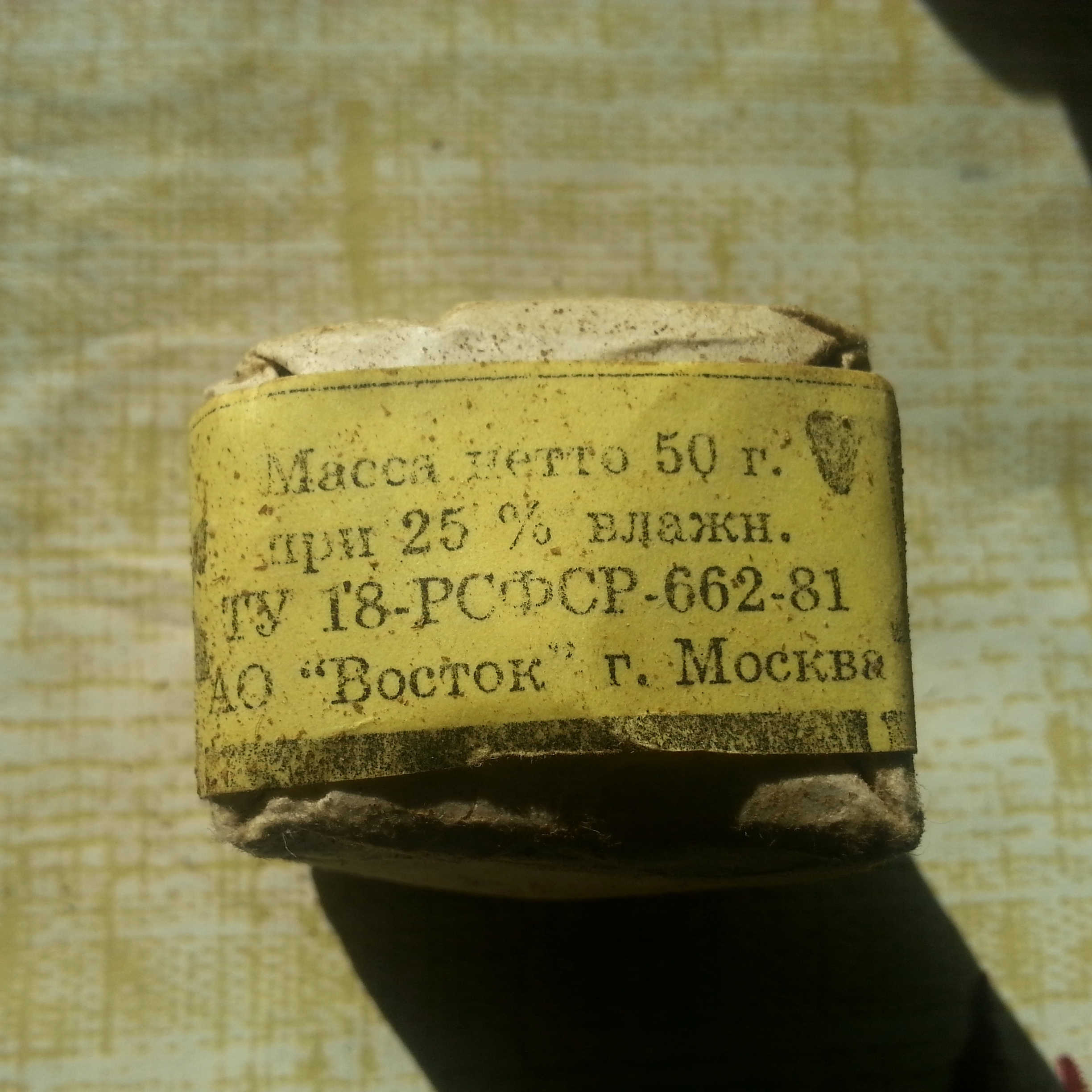
Tabac non destiné à être mâché emballé.

Un certain nombre d'usages du tabac regroupés par les anglophones sous la dénomination smokeless tobacco (littéralement traduit par « Tabac sans fumée ») ne passent pas par la combustion de la feuille de tabac.

## Typologies
- Tabac à mâcher
- Snus (placé entre les gencives et les lèvres)
- Tabac à priser (Snuff, pour les anglophones), qui est placé sur les muqueuses du nez
- Creamy snuff, mixture à base de tabac vendue pour l'hygiène dentaire ou le plaisir
- Gomme au tabac, utilisée pour réduire la dépendance à la nicotine
- Tabac soluble (Dissolvable tobacco pour les anglophones), alternative à la nicotine de la cigarette, se présentant parfois comme du sucre soluble parfumé à la cannelle ou à la menthe (qui peut attirer et intoxiquer les enfants, parce que ressemblant à des bonbons au réglisse)
- Pâte de tabac (Topical tobacco paste), appliqué sur la peau pour un passage transcutané
- Eau de tabac (Tobacco water), infusion de tabac

## Aspects sanitaires
Toutes les formes de tabac sont nocives, même lorsque celui-ci n'est pas fumé. L'ensemble des modes de consommation comporte des risques cardio-vasculaires. Elles engendrent également des risques de cancers localisés différemment selon le mode de consommation.
Les produits oraux non combustibles sont fortement addictifs et peuvent provoquer des cancers de la tête, du cou, de la gorge et de l’œsophage, ainsi que de nombreuses affections buccodentaires graves.
La Food and Drug Administration a interdit en 2009 aux USA les formes de tabac ayant le goût de fruits, de bonbons ou de clous de girofle parce que le goût masqué des saveurs de tabac et leur appétence pour les enfants et adolescents rendent ces produits dangereux. L'une des causes d'appel de parents aux urgences et centres anti-poison était relative à des enfants ayant ingéré des produits à base de tabac ces enfants étant dans la plupart des cas âgés de moins de 6 ans, et dans plus de 70 % des cas âgés de moins de 1 an  (selon une étude publiée dans Pediatrics, la revue de l'American Academy of Pediatrics). 
Dans certains cas les enfants avaient ingéré des « produits sans fumée » contenant en moyenne par unité 0,83 mg de nicotine. Un milligramme de nicotine suffit à provoquer des nausées et vomissements chez l'enfant et à dose plus élevée, des étourdissements, convulsions, évanouissements et accélération de la respiration peuvent apparaître. Une dose supportée par un consommateur régulier de tabac peut être mortelle chez l'enfant.
Les produits contenant du tabac doivent en conséquence être maintenus à distance des jeunes enfants.
Bien que présentant des risques différents, tous ces produits sont toxiques en particulier pour l'enfant.
En cas d'ingestion de tabac ou de produit contenant de la nicotine par un jeune enfant, l'association des pédiatres américains AAP recommande :
- si du produit est encore dans sa bouche, faire cracher l'enfant, ou l'enlever avec les doigts.
- si l'enfant présente une réaction, conserver la substance et l'emballage pour le présenter au médecin.
- si l'enfant n'est plus conscient, ne respire plus, fait des convulsions, appeler les urgences ou un centre anti-poison immédiatement.